# Catherine de Brassac
Catherine de Brassac, född 1587, död 1648, var en fransk hovfunktionär.
Hon var dotter till François de Sainte-Maure, Baron de Montausier och Louise Gillier och gifte sig år 1602 med Jean de Galard de Béarn, greve av Brassac.
Hon utnämndes 1638 till Première dame d'honneur hos Frankrikes drottning Anna av Österrike. Hennes företrädare hade avskedats för sin bristande lojalitet mot kungen och kardinal Richelieu, och Catherine de Brassac och hennes make anställdes som första hovdam respektive första hovman på grund av sin lojalitet. Paret hade till uppgift att hålla drottningen under bevakning, hålla henne utanför alla politiska intriger och rapportera till kungen och kardinalen.
När kungen avled och drottningen blev regent avskedade hon paret de Brassac.